# Liste von vom NS-Regime vertriebenen Wissenschaftlern der Universität Halle
Die Liste von vom NS-Regime vertriebenen Wissenschaftlern der Universität Halle umfasst ohne Anspruch auf Vollständigkeit, soweit bekannt, Wissenschaftler der Universität Halle, die vom NS-Regime abgesetzt oder entfernt, verhaftet, zur Emigration gezwungen, in den Suizid getrieben oder ermordet wurden. Die Erstfassung dieser Liste beruht auf den Angaben in Maximilian Scheers Buch Das deutsche Volk klagt an, welches 1936 im Pariser Exil entstand.

## Zitate
„Die Hitlerregierung hat nach ihrem Machtantritt nicht nur die jüdischen Gelehrten von den deutschen Universitäten und Hochschulen verjagt. Sie hat die Pazifisten abgesetzt oder verhaftet, die Sozialdemokraten entfernt oder eingesperrt, sie hat alle freiheitlich Denkenden von den deutschen Lehrstühlen vertrieben. Die berühmtesten Forscher und Denker mussten den dröhnenden Militärstiefeln der Garden Hitlers weichen.“

„Auch an den Universitäten: Es gab 1945 keine ‚Stunde Null‘. Nicht im Westen, nicht im Osten. Noch 1954 waren rund 31 bis 46 Prozent der an den DDR-Universitäten beschäftigten Professoren vormalige NSDAP-Mitglieder. 1962 waren es in der Medizin und in den technischen Fächern sogar bis zu 37 Prozent, ‚wie denn überhaupt die Mediziner in Ost und West Spitzenreiter waren‘, schreibt der Wissenschaftshistoriker Rüdiger vom Bruch in der am Montag erscheinenden Dokumentation ‚Ausgeschlossen. Gedenken an die 1933 bis 1945 von der Universität Halle-Wittenberg entlassenen Hochschullehrer‘“

## Zahlen
Die Forschungen von Michael Grüttner und Sven Kinas ergeben folgendes Bild betreffend die Universität Halle:
- Entlassungen (einschl. entlassungsähnliche Fälle): 38 (von 245) 
  - darunter Opfer der NS-Rassenideologie: 34, aus anderen Gründen entlassen: 4
  - davon sind emigriert: 20, nicht emigriert: 18
- Freiwilliger Rücktritt mit politischem Hintergrund: 3 (alle nicht emigriert)
- Vertreibungsverlust insgesamt: 41
- Opfer nationalsozialistischer Vernichtungspolitik: 2, Suizide: 4

## Namensliste
| Universität Halle       |                                             |                                  | |
| Name                    | Fach                                        | geboren                          | weiterer Lebensweg |
| Philosophische Fakultät |                                             |                                  | |
| Gustav Aubin            | Nationalökonom und Wirtschaftshistoriker    | 13. März 1881 in Reichenberg     | Gestorben am 15. September 1938 |
| Reinhold Baer           | Mathematiker                                | 22. Juli 1902 in Berlin          | Emigration nach England, 1935 in die USA |
| Clemens Bosch           | Althistoriker, Numismatiker                 | 6. Oktober 1899 in Köln          | Emigration in die Türkei |
| Paul Frankl             | Kunsthistoriker                             | 2. Januar 1878 in Prag           | Emigration in die USA |
| Adhémar Gelb            | Psychologe                                  | 18. November 1887 in Moskau      | Emigration in die Niederlande, verstarb an Tuberkulose im Schwarzwald |
| Betty Heimann           | Indologin                                   | 29. März 1888 in Wandsbek        | Emigration nach England |
| Karl Heldmann           | Historiker                                  | 19. September 1869 in Viermünden | Gestorben am 12. März 1943 in Kassel-Wilhelmshöhe |
| Friedrich Hertz         | Soziologe, Nationalökonom, Kulturhistoriker | 26. März 1878 in Wien            | Rückkehr nach Österreich, 1938 Emigration nach England |
| Arnold Japha            | Zoologe, Anthropologe                       | 12. September 1877 in Königsberg | Suizid am 16. Mai 1943, um der Deportation zu entgehen |
| Emil Utitz              | Philosoph, Psychologe, Kunsttheoretiker     | 27. Mai 1883 in Roztoky          | Überlebte das Ghetto Theresienstadt, lehrte ab 1945 in Prag |
| Ernst Wertheimer        | Biochemiker                                 | 24. August 1893 in Bühl          | Emigration nach Palästina |
| Mojzis Woskin-Nahartabi | Hebraist                                    | 16. Dezember 1884 in Russland    | Emigrierte nach Prag, Ghetto Theresienstadt, ermordet am 19. Oktober 1944 im KZ Auschwitz |
| Juristische Fakultät    |                                             |                                  | |
| Georg Brodnitz          | Staatswissenschaftler                       | 18. November 1876 in Berlin      | Am 18. Oktober 1941 ins Ghetto Litzmannstadt deportiert, dort ermordet am 4. Dezember 1941 |
| Max Fleischmann         | Rechtswissenschaftler                       | 5. Oktober 1872 in Breslau       | Weigerte sich, den Judenstern zu tragen, entzog sich der Verhaftung durch die Gestapo 1943 durch Selbsttötung |
| Ernst Grünfeld          | Ökonom                                      | 11. September 1883 in Brünn      | Nachdem ihm die Adoptivtochter entzogen wurde, 1938 Selbsttötung |
| Rudolf Joerges          | Rechtswissenschaftler                       | 19. Juni 1868 in Altenkirchen    | Einstweiliger Ruhestand, 1945 Rückkehr auf seinen Lehrstuhl |
| Guido Kisch             | Rechtshistoriker                            | 22. Januar 1889 in Prag          | Emigration in die USA |
| Friedrich Kitzinger     | Strafrechtler                               | 8. November 1872 in Fürth        | Emigration nach England, Rückkehr, KZ Dachau, Emigration nach Palästina |
| Arthur Wegner           | Strafrechtler                               | 25. Februar 1900 in Berlin       | Einstweiliger Ruhestand im Juni 1937, 1938 Emigration nach England, dann 1940 nach Kanada; 1945 Rückkehr nach Deutschland und erneut Hochschullehrer an deutschen Universitäten, zuletzt vor der Emeritierung von 1963 bis 1965 Professor mit Lehrstuhl für Strafrecht und Geschichte des Strafrechts an der Juristischen Fakultät der Martin-Luther-Universität Halle-Wittenberg |
| Theologische Fakultät   |                                             |                                  | |
| Günther Dehn            | Theologe                                    | 18. April 1882 in Schwerin       | 14 Monate Haft wegen verbotener Lehr- und Prüfungstätigkeit |
| Unbekannte Fakultät     |                                             |                                  | |
| Martin Kochmann         | Pharmakologe und Toxikologe                 | 7. Februar 1878 in Breslau       | Suizid am 11. September 1936 nach der Verhaftung durch die Gestapo |

Quellen für Entlassungen und Vertreibungen:

## Wissenschaftler mit Halle-Bezug
Weiters wurden folgende Wissenschaftler vom NS-Regime in ihrer Lehrtätigkeit behindert, aus dem akademischen Betrieb vertrieben, deportiert, ermordet, ins Exil oder in den Suizid getrieben:
- Walter Anderssen (1882–1965), Lehrbeauftragter für öffentliches Recht, im Wintersemester 1932/33 nicht mehr auf der Liste der Lehrenden der Universität Halle
- Adolph Goldschmidt (1863–1944), einer der namhaftesten Kunsthistoriker Deutschlands, war von 1904 bis 1912 Ordinarius in Halle an der Saale, bis zu seiner Berufung nach Berlin. Die Preußische Akademie der Wissenschaften wählte ihn 1914 zu ihrem Ordentlichen Mitglied. Er unterrichtete auch in Harvard und wurde von dieser Universität 1936 mit dem Ehrendoktorat gewürdigt. Er wurde 1938 zum Austritt aus der Akademie genötigt und musste 1939 in die Schweiz emigrieren.[4]
- Heinrich Grell (1903–1974), Mathematiker, Friedrich-Schiller-Universität Jena
- Waldemar Mitscherlich (1877–1961), Staatswissenschaftler, Georg-August-Universität Göttingen
- Arthur Wegner (1900–1989), Jurist, Universität Breslau.

Quelle für Entlassungen und Vertreibungen:

## Gedenken

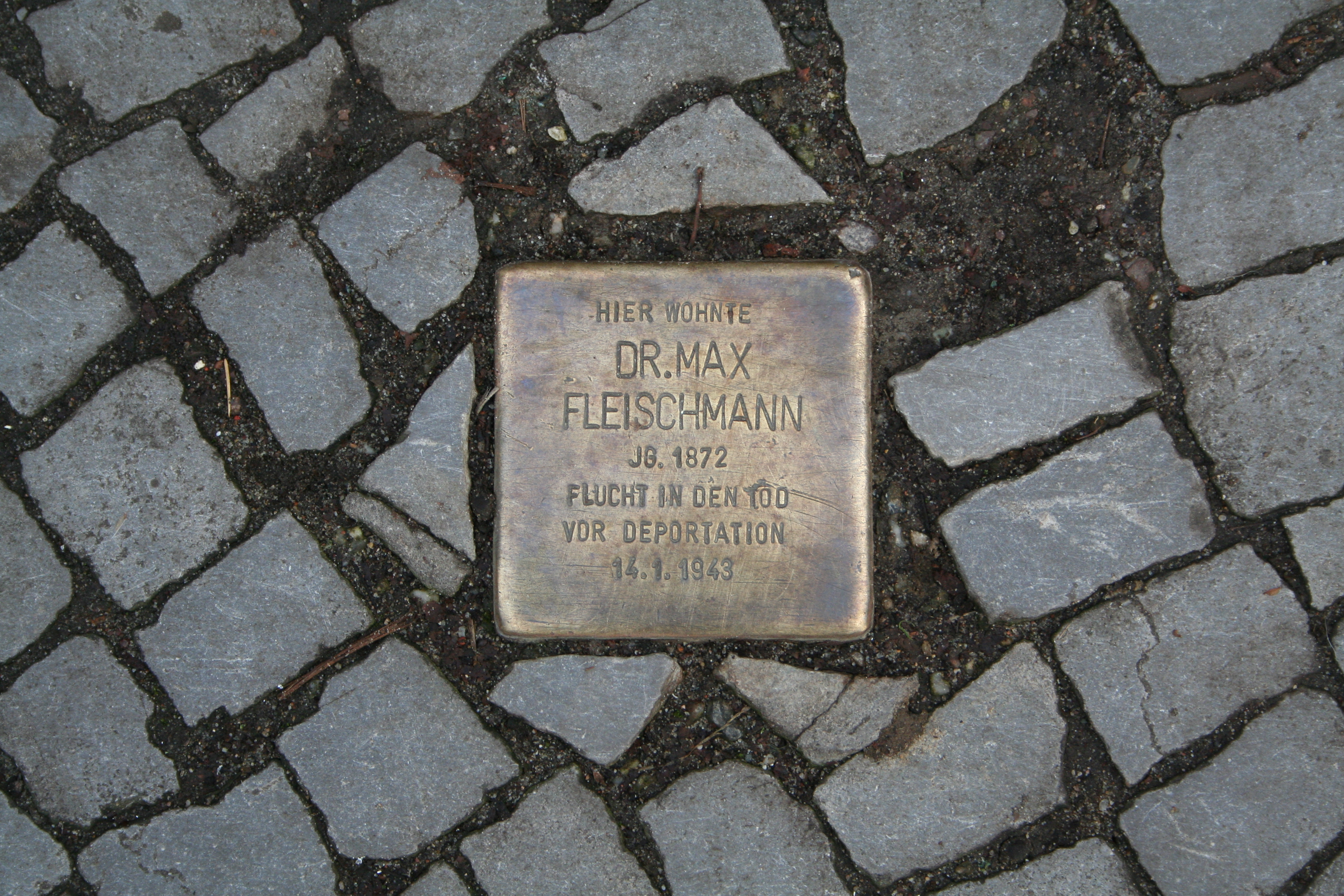
Stolperstein für Max Fleischmann in Halle
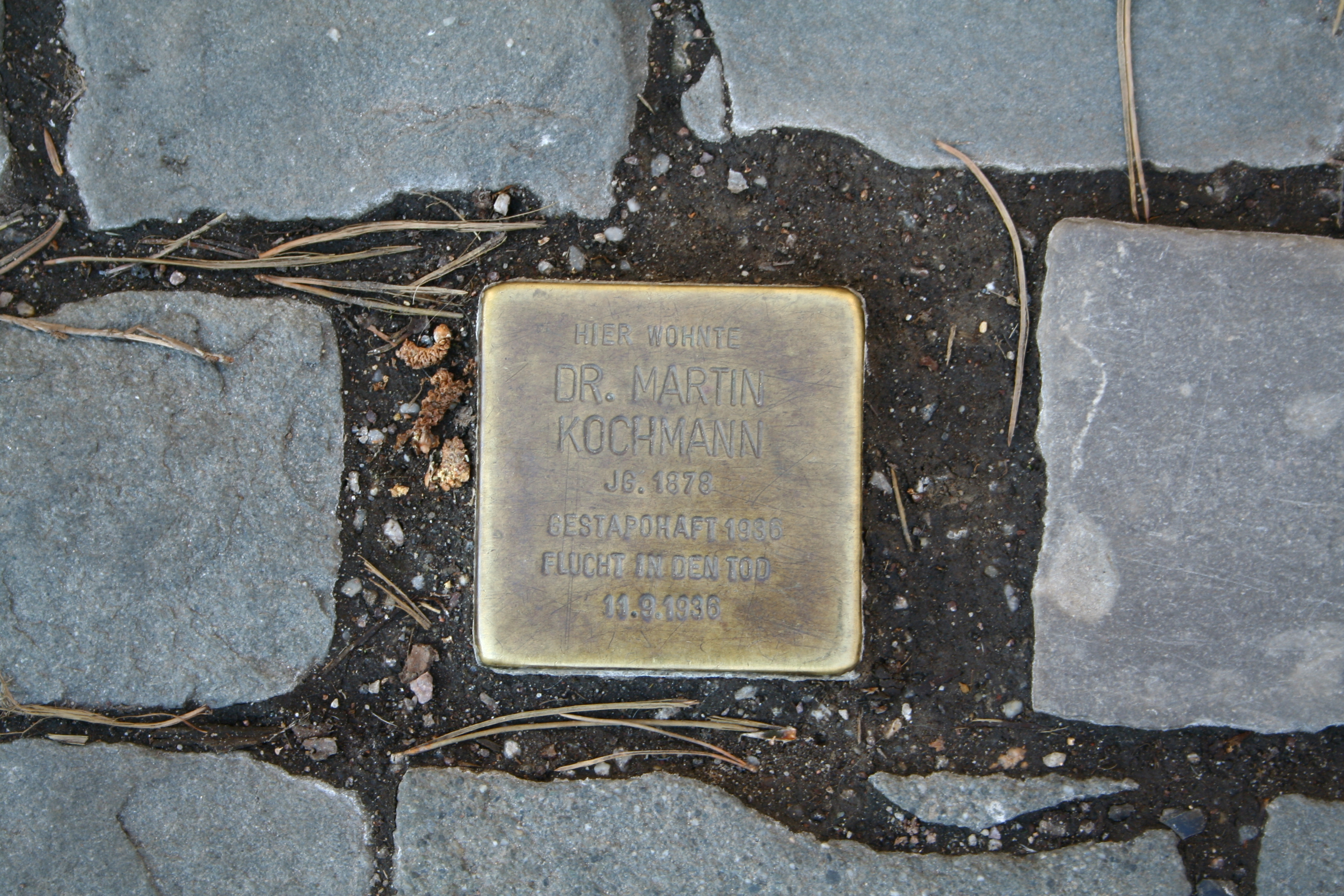
Stolperstein für Martin Kochmann in Halle